# Moisés Dueñas Nevado
Moisés Dueñas Nevado (Béjar, 10 de maig de 1981) és un ciclista espanyol, que fou professional entre 2004 i 2015. Durant la disputa del Tour de França de 2008, va donar positiu en EPO i va ser expulsat de la cursa.

## Palmarès
- 2002
  - Vencedor d'una etapa al Circuito Montañés
- 2006
  - 1r al Tour de l'Avenir i vencedor d'una etapa
- 2007
  - 1r al Rothaus Regio-Tour i vencedor d'una etapa
- 2009
  - Vencedor d'una etapa a la Volta a Salamanca
- 2010
  - Vencedor d'una etapa al Cinturó de l'Empordà
  - Vencedor d'una etapa a la Volta a Salamanca
- 2011
  - 1r a la Volta a Àvila i vencedor d'una etapa
  - Vencedor d'una etapa a la Volta a Cantàbria
- 2012
  - 1r a la Volta a Zamora i vencedor d'una etapa
  - 1r al Gran Premi Abimota i vencedor d'una etapa
  - Vencedor d'una etapa a la Volta a Lleó

### Resultats al Tour de França
- 2006. 61è de la classificació general
- 2007. 39è de la classificació general
- 2008. Exclòs

### Resultats a la Volta a Espanya
- 2005. 46è de la classificació general